# Zyste (Medizin)
Eine Zyste oder Cyste (altgriechisch κύστις kýstis, deutsch ‚Blase‘) ist ein von einem epithelialen Häutchen ausgekleideter Hohlraum im Gewebe des Körpers. Ist diese geschlossene Gewebetasche nicht von einem epithelialen Häutchen, sondern nur von einer bindegewebigen Membran umhüllt, spricht man von einer Pseudozyste.
Der Hohlraum einer Zyste kann mit Luft (Lungenzysten), Gewebeflüssigkeit (Hygrom), Harn (Nierenzysten), Blut, Sperma (Spermatozele), Eiter (Empyem), Schleim (bei Mukoviszidose), Talg (Atherom), Eiter/Talg (Pustel) oder Parasiten (Parasitenzysten) gefüllt sein.

## Formen
Zysten können angeboren oder erworben sein. 

### Retentionszyste
Bei Retentionszysten (von lateinisch retenere ‚zurückhalten‘) liegt eine Abflussbeeinträchtigung zugrunde aus einem Sekret-ausscheidenen Gewebe, meist einer Drüse. Die Ursache liegt in einer Verlegung des Ausführungsganges dieser Drüse.

### Angeboren
Angeborene Zysten entstehen durch embryonale Fehldifferenzierung, wie Zystenniere, Zystenlunge. In diesen Fällen weist das jeweilige Organ stets eine Vielzahl von Zysten (Polyzysten) auf.

### Erworben
Erworbene Zysten entstehen durch Verletzungen, Infektionen oder Parasitenbefall.

## Entfernung
Die chirurgische Entfernung einer Zyste bezeichnet man als Zystektomie, wobei dieser Begriff in der Medizin auch für die Entfernung der Harnblase gebraucht wird.

## Liste von Zysten
- Disziplinübergreifende Zysten
  - Epidermoidzyste
- Zysten in der Angiologie
  - Lymphzyste
- Zysten in der Chirurgie
  - Bochdalek-Zyste (Schilddrüse)
  - Leberzyste
  - Pankreaszyste
  - Mukoidzyste
- Zysten in der Dermatologie
  - Atherom (Talgzyste)
  - Epithelzyste
  - Follikelzyste
  - Talgdrüsenzyste
- Zysten in der Frauenheilkunde
  - Dermoidzyste
  - Ovarialzyste (Eierstock)
  - Ovula Nabothi (Retentionszyste der Gebärmutterschleimhaut)
  - Mammazyste (Brust)
  - Zyste der Bartholin-Drüsen[4]
- Zysten in der Hals-Nasen-Ohren-Heilkunde
  - Halszyste
  - Larynxzysten
  - Mukozele (Schleimzyste)
  - Tornwaldt-Zyste
  - Zyste des Ductus nasopalatinus
- Zysten in der Lungenheilkunde
  - Wabenlunge (Zystenlunge)
- Zysten in der Neurologie und Neurochirurgie
  - Arachnoidalzyste
  - Plexuszyste (Plexus chorioideus-Zyste)
  - Tarlov-Zyste (Rückenmarkshaut, meist am Kreuzbein)
  - Kolloidzyste (typischerweise im Bereich des dritten Hirnventrikels)
  - Rathke'sche Zyste (an der Rathke-Tasche der Pars intermedialis der Hypophyse)
  - Zystizerkose
- Zysten im Skelettsystem
  - Synovialzyste (Gelenkzyste)
    - Baker-Zyste (Kniegelenk)
- Zysten in der Urologie
  - Hydrozele
  - Nierenzyste
  - Spermatozele
- Zysten in der Zahnmedizin
  - Nichtodontogene Zysten: Nasopalatinale Zyste, Dermoid- und Epidermoidzysten, Ranula, Schleimhautretentionszysten
  - Odontogene Zysten: Radikuläre Zysten, Follikuläre Zysten, Primordiale Zysten, Parodontale Zysten, Gingivale Zysten, Dentitionszysten, Residualzysten
- in der Veterinärmedizin
  - Federbalgzyste